# Parc national Ivvavik
Le parc national Ivvavik est un parc national du Canada situé au Yukon.
Initialement nommé « parc national du Nord-Yukon », il est renommé Ivvavik en 1992, ce qui signifie « lieu pour mettre au monde, aire de croissance » en inuvialuktun, la langue des Inuvialuit. Il est le premier parc national du Canada créé à la suite d'une entente visant une revendication territoriale des Autochtones. Le parc protège une grande partie du terrain de mise bas de la harde de caribous de la Porcupine c'est pourquoi le nombre de visiteurs autorisés par an est limité.